# کایتو هیراتا
کایتو هیراتا (ژاپنی: 平田 海斗؛ زادهٔ ۲۵ ژوئیهٔ ۲۰۰۱) یک بازیکن فوتبال اهل ژاپن است.
از باشگاه‌هایی که در آن بازی کرده‌است می‌توان به باشگاه فوتبال میتو هولیهوک اشاره کرد.